# Флуктуація (фізика)
Флуктуа́ція або флюктуа́ція — випадкове відхилення значення фізичної величини від середнього в певній ділянці простору чи в певний момент часу.
Величини флуктуацій у фізиці зазвичай описуються середньо-квадратичним відхиленням. Позначивши середнє значення величини через {\displaystyle <x>}, а флуктуацію через {\displaystyle \Delta x}:
{\displaystyle \Delta x=x-<x>}
Однак, середнє арифметичне цієї величини дорівнює нулю:
{\displaystyle <\Delta x>=<(x-<x>)>=<x>-<x>=0}
Тому в якості характеристики флуктуацій беруть середню квадратичну флуктуацію {\displaystyle {\sqrt {<(\Delta x)^{2}>}}}.
У статистичній фізиці доводиться, що відносна флуктуація адитивної величини (тобто такої, значення якої для тіла дорівнює сумі значень для окремих його частин) обернено пропорційна кореню квадратному з числа {\displaystyle N} молекул, що утворюють тіло:
{\displaystyle {{\sqrt {<(\Delta x)^{2}>}} \over <x>}\propto {1 \over {\sqrt {N}}}}
Флуктуації відіграють велику роль у різних фізичних процесах Характерним прикладом фізичного явища, в якому визначальними є флуктуації його характеристик є Броунівський рух. Він зумовлений флуктуаціями тиску, що діють на частинки розмірів порядку броунівських. Саме флуктуаціями величини тиску зумовлено також і таке явище як акустичний шум.
Для екстенсивної фізичної величини, тобто величини, значення якої збільшується з розмірами тіла чи числа частинок в ньому, величина флуктуацій у стані термодинамічної рівноваги пропорційна кореню квадратному з числа частинок. Відносна величина флуктуації обернено пропорційна кореню з числа частинок. З огляду на це відносні флуктуації екстенсивних термодинамічних величин для макроскопічних тіл дуже малі.